# Sindel (Mortal Kombat)
Sindel è un personaggio della serie di videogiochi Mortal Kombat. In Mortal Kombat - Distruzione totale, secondo capitolo della trasposizione cinematografica, Sindel è interpretata dall'attrice sudafricana Musetta Vander.

## Caratteristiche
Sindel è una donna di oltre diecimila anni di età, sovrana del mondo di Edenia, che governa insieme alla figlia Kitana; in seguito all'invasione del suo regno da parte di Shao Kahn, Sindel si suicida per la disperazione, ma viene riportata in vita dal nuovo regnante, diventando immortale. In Mortal Kombat 11 invece i fatti vengono cambiati: secondo la storia del nuovo capitolo, Sindel ha ucciso Jerrod, sovrano di Edenia e suo consorte, perché ritenuto debole, e sposa volentieri Shao Kahn guidata dalla sua sete di potere, salvo poi venire uccisa dallo stregone Quan Chi.
Sindel appare come una donna di mezza età alquanto attraente dai capelli bicolore (neri con striature laterali bianche), vestita con indumenti viola e neri.
La mossa speciale di Sindel, il Banshee Scream, fa riferimento alle Banshee, creature della mitologia celtica in grado di emettere urla assordanti; come tali creature, Sindel può emettere urla in grado di disorientare temporaneamente l'avversario, e in certi casi ucciderlo.

## Storia

### Prima linea temporale
Mortal Kombat 3 
In principio il regno di Sindel, da lei governato insieme con re Jerrod, il suo sposo e la loro figlia Kitana, era pacifico e democratico. Tuttavia, con l'arrivo del guerriero Shao Kahn, tale regno cade in disgrazia; Shao Kahn uccide il Re Jerrod e prende in sposa Sindel, la quale per il dolore si suicida. 10.000 anni dopo, Shao Kahn, sconfitto nel secondo torneo del Mortal Kombat, si convince che l'unico modo per poter aprire i portali che permettono al Mondo Esterno (Outworld) di comunicare con la Terra è quello di riportare in vita la regina Sindel nel Reame Terrestre (Earth Realm) indebolendone i sigilli; ordina quindi a Shang Tsung, suo arcistregone, di procedere alla resurrezione di Sindel.
Fatto ciò, i sigilli del portale si rompono e Shao Kahn riesce a irrompere nel Reame Terrestre consumando tutte le anime dei mortali, tranne quelle dei guerrieri prescelti. La mente di Sindel, influenzata dal potere di Shang Tsung, prende parte alla crociata di Shao Kahn come sua subalterna. Successivamente Kitana, venuta a conoscenza del fatto che sua madre è di nuovo in vita e ha giurato fedeltà all'Imperatore Oscuro, si mette in viaggio alla sua ricerca; dopo un lungo combattimento, Sindel torna in sé e si ribella a Shao Kahn, permettendone la sconfitta per la seconda volta, e riprende il ruolo di sovrana di Edenia.
 Mortal Kombat: Deception 
Con la resurrezione del Re Dragone Onaga, Sindel cerca insieme con Jade di sconfiggere la creatura e di riportare alla ragione Kitana, morta e risorta per obbedire al Dragon King; con la morte di Onaga per mano del Cavaliere Edenian Shujinko, Kitana ritorna alla ragione e le tre rientrano a Edenia.
 Mortal Kombat: Armageddon 
Sindel combatte la battaglia tra bene e male presso la Piramide di Argus, ma viene uccisa nel combattimento.

### Seconda linea temporale
Mortal Kombat (2011) 
Con uno salto temporale nel passato, Sindel si ritrova nuovamente a vivere gli eventi del terzo capitolo, resuscitata questa volta da Quan-Chi per volere di Shao Khan. Come narrato in precedenza, millenni prima la regina di Edenia si è suicidata apponendo un sigillo sulla terra per impedire che Shao Khan vi entrasse. Una volta tornata in vita, corrotta dalla magia dello stregone, Sindel si affianca al suo antico sposo aprendo i sigilli della Terra. Dopo aver assorbito l'anima di Shang Tsung, la donna si reca nella Cattedrale, base dei guerrieri della Terra, insieme con il Lin Kuei; la furia di Sindel è pari alla sua potenza: Kabal, Kurtis Stryker, Cyber Sub-Zero, Jax, Smoke e Jade vengono uccisi, e Kitana ferita mortalmente; dunque, per fermare Sindel diventa inevitabile eliminarla definitivamente, cosicché Nightwolf si sacrifica a tale proposito.
 Mortal Kombat X 
In questo capitolo Sindel serve Shinnok e Quan Chi come Revenant. Nella storia viene sfidata solo due volte, contro Jax nel capitolo 8 e contro Cassie Cage nel capitolo 12.
 Mortal Kombat 11 
In questo capitolo appare come DLC con le sue skin sia da Revenant sia da umana. Viene resuscitata da Sheeva, regina degli Shokan, per combattere Kronika, ma la donna tradirà tutti rivelandosi da sempre innamorata di Shao Kahn e di aver ucciso Jerrod (come spiegato anche nel suo finale della Torre Arcade), perché lo considerava un debole e desiderava sposare un uomo molto più forte. Verso la fine della storia, Sindel, Shao Kahn e lo stregone Shang Tsung raggiungono Kronika, ma lo stregone tradisce i due compagni e assorbe le loro anime.

### Terza linea temporale
Mortal Kombat 1 
Dopo aver sconfitto Shang Tsung, Liu Kang plasma la sua nuova era. Sindel viene resa la mite regina del Regno Esterno con Jerrod come marito e Mileena come figlia legittima ed erede al trono, mentre Shao Kahn viene declassato a generale. Nella nuova linea temporale Sindel è molto saggia, tiene davvero alle figlie e non ama i conflitti, tanto che resiste per vario tempo alla bellicosità di Shao. Prova sincero rispetto per Liu Kang per il suo impegno per la pace, e ciò condurrà l'invidioso Shao a seguire Shang Tsung e Quan Chi nel loro piano per usurparle il trono. Convinta da Liu Kang e Li Mei, ex-contabile di Sun Do, capitale del Regno Esterno, Sindel si unirà al monaco divenuto dio per salvare i regni, e sconfiggerà il generale. Durante l'assalto alla fortezza di Shang Tsung, dove lo stregone intende riportare in vita l'esercito del Re Dragone, affronterà insieme ai suoi alleati un esercito di sudditi del Titano Shang Tsung (proveniente dalla linea temporale opposta a quella di Liu Kang), tra cui una Sindel rimasta malvagia; sarà proprio per mano di quest'ultima che la regina del Regno Esterno perderà la vita, ma prima di spirare abdicherà in favore della figlia Mileena e si unirà alle anime di Ermac, ora sotto l'influsso del defunto marito Jerrod.

## Apparizioni
- Mortal Kombat 3
- Mortal Kombat: Deception
- Mortal Kombat: Armageddon
- Mortal Kombat (2011)
- Mortal Kombat X (personaggio non giocabile, ma che si può incontrare durante la modalità Storia)
- Mortal Kombat 11 (DLC)
- Mortal Kombat 1